# Brit Awards de 2000
O Brit Awards de 2000 foi a 20ª edição do maior prêmio anual de música pop do Reino Unido. Eles são administrados pela British Phonographic Industry e tiveram lugar no dia 3 de março de 2000 no Earls Court em Londres. Este ano foi a primeira apresentação do prêmio Artista Pop Britânico.

## Performances
- Basement Jaxx – "Bingo Bango"
- Five & Queen – "We Will Rock You"
- Geri Halliwell – "Bag It Up"
- Macy Gray – "I Try"
- Ricky Martin – "Livin' la Vida Loca", "The Cup of Life" & "María"
- Spice Girls – "Spice Up Your Life", "Say You'll Be There" & "Goodbye"
- Stereophonics & Tom Jones – "Mama Told Me Not to Come"
- Travis – "Why Does It Always Rain on Me?"
- Will Smith – "Will 2K"

## Vencedores e nomeados
| Álbum Britânico do Ano (apresentado por Vinnie Jones) | Melhor Gravação de Trilha Sonora (apresentado por Ronnie Wood & Thora Birch) |
| --- | --- |
| - Travis – The Man Who - Basement Jaxx – Remedy - The Chemical Brothers – Surrender - Gomez – Liquid Skin - Stereophonics – Performance & Cocktails | - Notting Hill - Austin Powers: The Spy Who Shagged Me - Star Wars Episode I: The Phantom Menace - Fight Club - The Matrix                                                        |
| Single Britânico do Ano (apresentado por Caroline Aherne & Craig Cash) | Vídeo Britânico do Ano (apresentado por Donna Air & Richard Blackwood) |
| - Robbie Williams – "She's the One" - Basement Jaxx – "Red Alert" - Supergrass – "Moving" - Moloko – "Sing It Back" - Blur – "Tender" - Travis – "Why Does It Always Rain on Me?" - Fatboy Slim – "Praise You" - Manic Street Preachers – "You Stole the Sun from My Heart" - The Chemical Brothers – "Hey Boy Hey Girl" - Shanks and Bigfoot – "Sweet Like Chocolate" | - Robbie Williams – "She's the One" - Aphex Twin – "Windowlicker" - Fatboy Slim – "Praise You" - The Chemical Brothers – "Let Forever Be" - Supergrass – "Pumping on Your Stereo" |
| Artista Solo Masculino Britânico (apresentado por Ben Elton) | Artista Solo Feminina Britânica (apresentado por Robbie Williams & Tom Jones) |
| - Tom Jones - David Bowie - Ian Brown - Sting - Van Morrison | - Beth Orton - Beverley Knight - Gabrielle - Geri Halliwell - Melanie C |
| Grupo Britânico (apresentado por Lou Reed) | Melhor Revelação Britânica (apresentado por Sarah Cox & Zoë Ball) |
| - Travis - Blur - Gomez - Stereophonics - Texas | - S Club 7 - Groove Armada - Honeyz - Phats & Small - Wiseguys |
| Artista Dance Britânico (apresentado por Mark Williams & Paul Whitehouse) | Artista Pop Britânico (apresentado por Anthony McPartlin, Cat Deeley & Declan Donnelly)                                                                                           |
| - The Chemical Brothers - Basement Jaxx - Fatboy Slim - Jamiroquai - Leftfield | - Five - Geri Halliwell - Ann Lee - Martine McCutcheon - S Club 7 - Steps |
| Artista Solo Masculino Internacional (apresentado por Caprice Bourret & Martin Kemp) | Artista Solo Feminina Internacional (apresentado por Ali G & Sacha Baron Cohen)                                                                                                   |
| - Beck - Eminem - Moby - Ricky Martin - Will Smith | - Macy Gray - Britney Spears - Jennifer Lopez - Mary J. Blige - Whitney Houston                                                                                                   |
| Grupo Internacional (apresentado po Andrea Corr & Jim Corr) | Melhor Revelação Internacional (apresentado por Kylie Minogue & Natalie Imbruglia)                                                                                                |
| - TLC - Beastie Boys - The Cardigans - Mercury Rev - Red Hot Chili Peppers | - Macy Gray - Britney Spears - Eminem - Jennifer Lopez - Semisonic |
| Biggest Selling Live Act of 1999 (apresentado por Cerys Matthews) | Contribuição Excepcional para a Música (apresentado por Will Smith) |
| - Steps | - Spice Girls |

## Momentos notáveis

### Robbie Williams e Liam Gallagher
Por volta da época de sua saída de Take That, Robbie Williams começou uma amizade com os irmãos Gallagher do Oasis no Festival de Glastonbury.  No entanto, foi de curta duração e os dois trocaram insultos regularmente na imprensa com Noel Gallagher referindo-se a Williams como "a dançarina gorda de Take That".  Depois de ganhar o prêmio de Melhor Single Britânico e Melhor Vídeo por "She's the One", Williams desafiou Liam Gallagher para uma luta televisionada, dizendo: "Então, alguém gosta de me ver lutando com Liam?  Você pagaria para vir e ver isso?  Liam, cem mil do seu dinheiro e cem mil do meu dinheiro.  Nós vamos entrar em um ringue e vamos brigar e você pode assistir na TV, o que você acha disso?". Liam Gallagher não estava no país na época.

### Ronnie Wood e Brandon Block
DJ de dança Brandon Block foi dito por seus amigos que ele tinha ganhado um prêmio e tinha sido convocado para o palco para pegá-lo. Por causa de seu estado avançado de embriaguez, ele acreditou neles e subiu ao palco, eventualmente terminando ao lado do guitarrista dos Rolling Stones, Ronnie Wood e da atriz Thora Birch, que estavam prestes a apresentar o prêmio de Melhor Trilha Sonora. Depois que Block foi removido do palco pela segurança, Wood apontou um insulto em sua direção, no qual Block se libertou para se aproximar do guitarrista. Uma série de insultos foi então trocada entre os dois, ambos os quais foram audíveis através do microfone do palco, causando alegações de que todo o evento pode ter sido encenado. Wood então jogou sua bebida no rosto de Block, e o DJ foi expulso do evento. Algum tempo após o incidente, Block alegou que, posteriormente, pedira desculpas a Wood por seu comportamento, e Wood apenas o descartara.

### Geri Halliwell e as Spice Girls
As Spice Girls estavam preparadas para receber o prêmio de Contribuição Extraordinária no prêmio Brit Awards de 2000, supostamente para marcar seu domínio do cenário musical na última década.  Houve muita especulação na mídia antes e mesmo durante o evento sobre se ou não a ex-Ginger Spice, Geri Halliwell aceitaria o prêmio com os quatro membros restantes do grupo. Na noite, no entanto, Halliwell recusou-se a juntar-se a suas ex-colegas de banda e garantiu a cobertura de primeira página no dia seguinte ao tocar seu single, "Bag It Up", entre um par de pernas infláveis gigantes. Perto do final da premiação, as Spice Girls tocaram "Spice Up Your Life", uma versão a cappella de "Say You Be There" e "Goodbye". Quando o grupo aceitou o prêmio de "Contribuição Excepcional para a Música", elas agradeceram a Geri Halliwell pelo prêmio.